# Adolf Jonsson

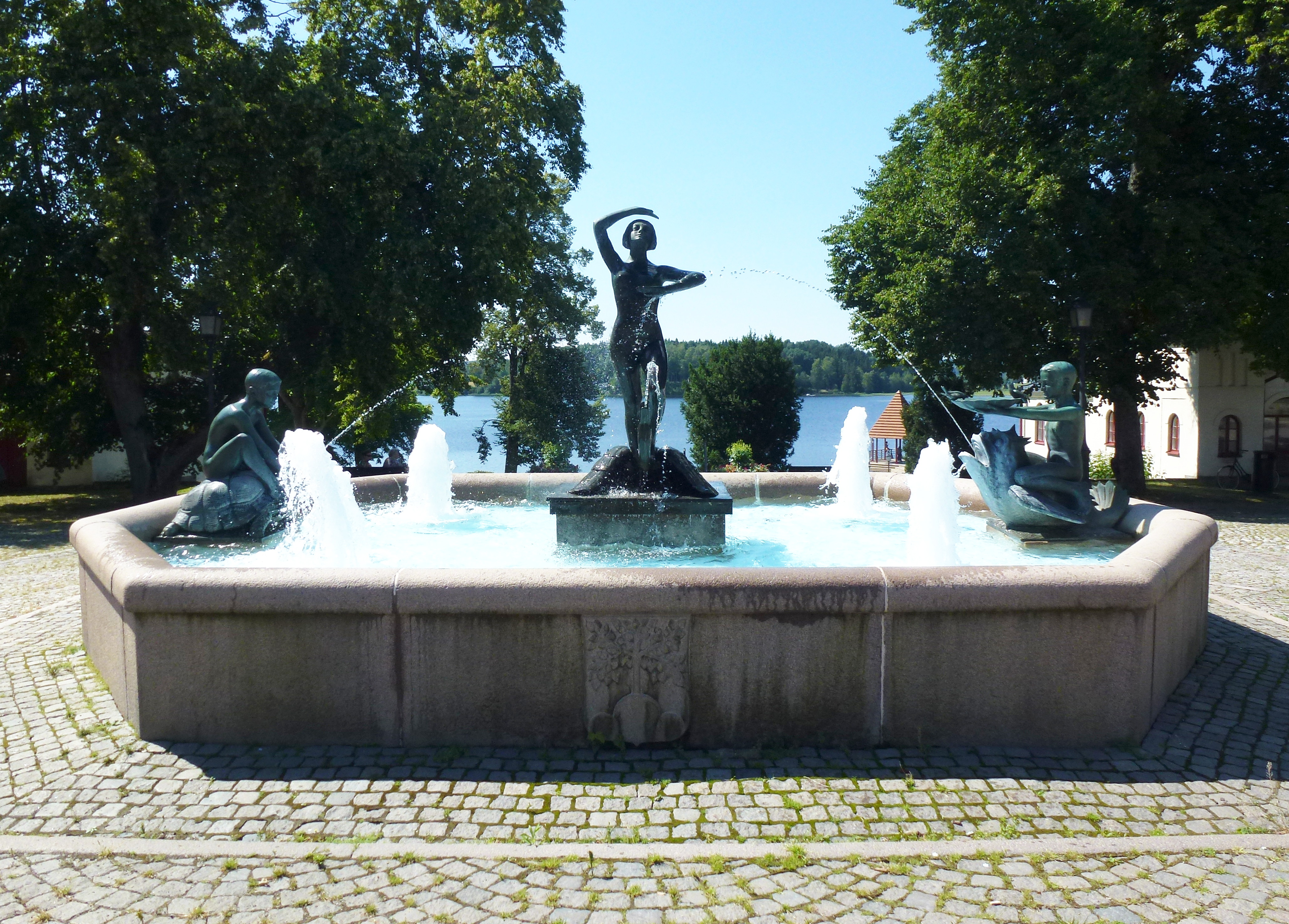
Leda och Svanen i Lindesberg, 2014.

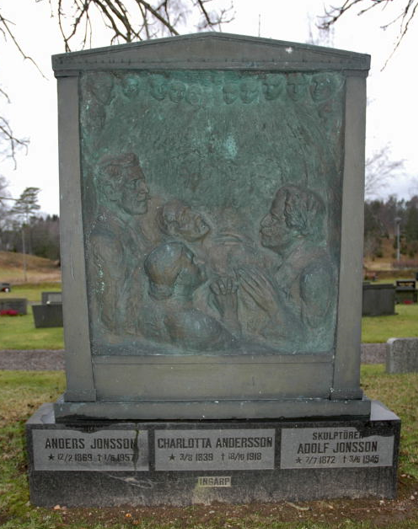
Gravsten för skulptören Adolf Jonssons mor och bror samt Adolf Jonsson själv, vid Nävelsjö kyrka i Småland. Reliefen skapad av Adolf Jonsson.

Sven August Adolf Jonsson, född 8 juli 1872 i Alseda socken, Jönköpings län, död 3 maj 1945 i Stockholm, var en svensk skulptör.

## Liv och verk
Jonsson var efter studier i Stockholm och Paris bosatt i Rom 1904–14. Han ägnade sig främst åt porträtt och utförde byster eller statyer över bland andra Svante Arrhenius, Maria Pavlovna av Ryssland, Oscar Ekman (1912, Göteborgs högskola), Sven Hedin, kardinal Vincenzo Vannutelli (1913, Santa Maria Maggiore, Rom), Gustav V, Hjalmar Branting (Folkets hus och Södra folkparken, Stockholm), samt Emanuel Swedenborg (1924, Lincoln Park i Chicago). Jonssons porträtt präglas av realism och skärpa i karakteristiken. Jonsson finns representerad vid bland annat Nationalmuseum i Stockholm.

## Offentliga verk i urval
- Porträttskulpturer på Alfredo Baccelli 1907,
- Svante Arrhénius i marmor 1909, Kungliga Vetenskapsakademien.
- Prinsessan Maria Pavlovna i marmor 1912.
- Sven Hedin 1913 i marmor, Sixten von Friesen 1913.
- Waldenströms byst utanför Missionsskolan på Lidingö 1916.
- E. Swedenborg 1917 i Lincoln park i Chicago.
- Gustav V. Kungliga Slottet 1918.
- Hjalmar Branting marmor 1930, Folkets Hus, Stockholm.
- Daggkåpan 1920.[förtydliga]
- Leda och svanen, brons, 1934 fontän på Rådhustorget i Lindesberg.